# 25 maggio 1990
25 maggio 1990 è un album del cantante Mauro Nardi pubblicato nel 1990.

## Tracce
1. E io dico no – 4:08 (Ciro Rigione)
2. Uomini soli (Uommene sule) – 4:14
3. Anna – 3:34
4. Ammore popolare – 3:56
5. Ragazzina lasciami stare – 2:51
6. 'Nu puvuriello – 3:55
7. Mezzanotte e 'nu quarto – 4:01
8. Primma 'e te – 3:44
9. Comme faccio senza 'e te – 4:04
10. Chi mi darà un sorriso – 3:38
11. È desiderio – 3:52
12. E te fai sempe cchiù bella – 3:32
13. Chitarra vagabonda – 4:10
14. Fidanzati – 5:17